# Jacundá
Jacundá è un comune del Brasile nello Stato del Pará, parte della mesoregione del Sudeste Paraense e della microregione di Tucuruí.